# Front (oceanologie)

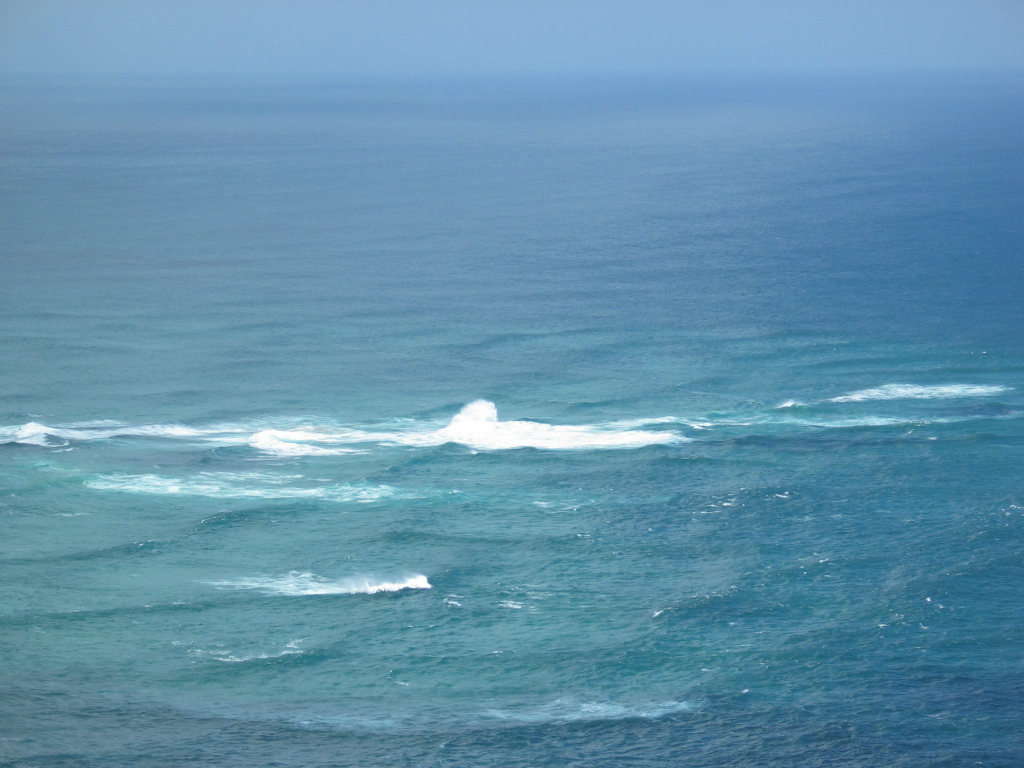
Een waterfront: links het lichte water van de Tasmanzee, rechts het donkere water van de Stille Zuidzee

Een front is een scheidingsvlak tussen 2 of meer verschillende watermassa's. Dit kunnen oceanen met elkaar zijn, maar ook bijvoorbeeld een rivier die uitmondt in een zee. 
De verschillen tussen de zeeën maken dat sommige fronten kilometers lang kunnen zijn. De wateren variëren vaak in temperatuur, zoutgehalte, organische stoffen en vervuiling. Soms botsen de wateren ook letterlijk op elkaar en ontstaan daardoor midden op zee metershoge golven.